# Regierung Karol Sidor
Die Regierung Karol Sidor, geführt vom Ministerpräsidenten Karol Sidor, war die fünfte Regierung der Slowakei (offiziell auch „Slowakisches Land“, slowakisch Slovenská země), des autonomen Teilstaates der Tschecho-Slowakei 1938–1939. Sie befand sich vom 11. März 1939 bis 14. März 1939 im Amt. Sie folgte der Regierung Jozef Sivák. 

## Regierungsbildung
Nachdem die Regierung von Jozef Sivák am 11. März abgerufen wurde, wurde die Regierung Karol Sidor ins Amt eingeführt. Nach drei Tagen, mit der Unabhängigkeitserklärung des Slowakischen Staates am 14. März 1939, ging die autonome Slowakei als Bestandteil der Tschecho-Slowakei zu Ende und die Regierungsgeschäfte wurden an die erste Regierung des Slowakischen Staates – Regierung Jozef Tiso IV – übergeben.

## Regierungszusammensetzung
Alle Minister befanden sich vom 11. März 1939 bis zum 14. März 1939 im Amt.
- Ministerpräsident: Karol Sidor
- Innenminister: Martin Sokol
- Finanzminister: Alexander Hrnčiar
- Justizminister: Gejza Fritz
- Minister für Verkehr und öffentliche Arbeit: Július Stano
- Minister für Industrie, Landwirtschaft, Handel und Gewerbe: Peter Zaťko
- Minister für Schulwesen und nationale Aufklärung: Jozef Sivák

### Parteizugehörigkeit
Die führende und einzig zugelassene Partei im Slowakischen Staat war Hlinkova slovenská ľudová strana – Strana slovenskej národnej jednoty, deutsch bekannt als Hlinkas Slowakische Volkspartei, kurz Hlinka-Partei. Sie hatte den Charakter einer Einheitspartei.